# Ніверол білогузий
Ніверол білогузий (Onychostruthus taczanowskii) — вид горобцеподібних птахів родини горобцевих (Passeridae).

## Назва
Вид названо на честь польського зоолога Владислава Тачановського (1819—1890).

## Поширення
Вид поширений у Гімалаях, Тибеті та центрально-північному Китаї. Його природними середовищами існування є скелясті ділянки в гірських районах. Трапляється на висоті 3900-4800 м над рівнем моря.